# 綠圓頭鸚嘴魚
綠圓頭鸚嘴魚，為輻鰭魚綱鱸形目隆頭魚亞目鸚哥魚科的其中一種，分布於西印度洋區，包括東非、馬達加斯加、模里西斯、塞席爾群島、馬爾地夫、印尼、泰國、可可群島等海域，棲息深度3-25公尺，體長可達45分，棲息在水淺的珊瑚礁、岩礁海域，以藻類為食，可做為食用魚。